# 科瓦利斯 (蒙大拿州)
科瓦利斯（英語：Corvallis）是位於美國蒙大拿州拉瓦利縣的普查規定居民點。

## 歷史
科瓦利斯的郵局於1870年成立，1878年關閉後於1880年重啟，營運至今。

## 人口
根據2020年美國人口普查的數據，科瓦利斯的面積為1.50平方千米，皆為陸地。當地共有人口1125人，而人口密度為每平方千米750人。